# Mario Takes America
Mario Takes America és un videojoc cancel·lat per a la Philips CD-i.

## Desenvolupament[1]
Durant la dècada dels anys 90, Nintendo va acordar amb Philips que desenvolupés un videojoc per donar a conèixer la cultura nord-americana, viatjant (en helicòpter, en tren...) per diversos llocs turístics dels Estats Units, en una aventura de plataformes 3D.
Des del 1992 fins al 1994, la canadenca Cigam Entertainment va crear el joc de Mario Mario Takes America per a la Philips CD-i. Va mostrar uns quants detalls del joc en la New York CDi 3 el 1993, i en el Winter CES de 1994. La revista oficial britànica de la consola, la CD-i World Magazine, va donar a conèixer el 1993 l'anunci del joc.
Un antic funcionari d'aquesta companyia va revelar les fases del joc. Els estadis que es veurien en 1a persona serien:
- New York / gratacels de Manhattan;
- Niagara Falls Upper i Lower Rapids Barrel Game;
- Louisiana Bayou;
- Vintage Steam en tren (Texas), on havia de lluitar contra Koopas, des d'una visió d'una càmera molt realista;
- persecució entre motos en Badlands;
- cursa de Las Vegas Neon,
- una cursa de cotxes per Los Angeles.

Els estadis en 2D serien:
- Fort Knox Gold;
- Carlsbad Caverns;
- Hollywood
- Graumann's Theatre on tindria lloc una lluita contra un cap final

També haurien d'haver aparegut:
- Detroit Auto Factory;
- cursa per l'espai de Florida (en Mario havia d'usar un "Canadarm" per atreure les monedes i colpejar enemics i asteroides que també alliberarien monedes),
- Monument Valley Motorcycle Race en Highway.

Després que veiessin les limitacions tècniques de la CD-i, consola que per cert no va tenir gens d'èxit, el joc no es va poder acabar, fins al punt en què Philips, veient que no van avançar gens, van abandonar econòmicament al desenvolupador. Confiat en l'èxit del concepte de joc darrere del joc, Cigam fins i tot va intentar una aliança amb Sega per utilitzar Sonic com a personatge principal, que l'intent va fallar, fins i tot va crear un nou personatge anomenat "Metal" i "Heavy", inspirat en la cantant Dee Snider de la banda de rock Twisted Sister.
Els deutes de Cigam amb el Canadian Imperial Bank of Commerce va provocar el tancament de l'empresa, i es perderen els drets a la totalitat de la producció de material de joc per al banc canadenc.